# Mandevilla duidae
Mandevilla duidae là một loài thực vật có hoa trong họ La bố ma. Loài này được (Woodson) Woodson mô tả khoa học đầu tiên năm 1953.